# Маґонсете
Маґонсете — англська держава на території сучасної Великої Британії, що утворилася в 656 році. Спочатку перебувала під зверхністю королівства Нортумбрія. Незабаром опинилася в залежності від Мерсії. У 730 році приєднана до цього королівства. Відома за іншою назвою — Вестерна і Вестерн Хідаг за назвою племені, що його населяли.

## Історія
У 656 році бриттське королівство Пенгверн було завойовано Освіу, короля Нортумбрії та Мерсії. Водночас на захоплених землях з'явилися переселенці з Мерсії, Вессексу і Гвікке. На території колишнього Пенгверна утворилися два королівства, Маґонсете (мешканці Магона) поблизу римського міста Магнум Добуннорум (бриттське — Кайра-Магніс — сучасний Кенчестер) і Рокенсет поблизу Кайра-Гурікона (сучасного Роксетера). Спочатку це королівство було відоме як Хідак, лише згодом отримало назву Маґонсете.
З самого початку перебували у васальній залежності від Нортумбрії та Мерсії. Після отримання Мерсією самостійності від Нортумбрії у 658 році тісно пов'язаний з останньою. З 660 року починається християнізація населення. Основою церкви стало єпископство Херефорд.
У хроніках збереглося кілька згадок про королів Маґонсета. Ймовірно, вони були представниками молодшої гілки Ікелінгів — королівського дому Мерсії. На початку VIII століття за правління короля Етельбальда Мерсійського втратила статус васального королівства (підкоролівства) і увійшла до складу Мерсії.

## Королі
- Меревал, 650—685 роки
- Мергельм, 685—700 роки
- Мілдфріт, 700—730 роки